# Liste der Monuments historiques in Bethoncourt
Die Liste der Monuments historiques in Bethoncourt führt die Monuments historiques in der französischen Gemeinde Bethoncourt auf.

## Liste der Objekte
| Bezeichnung           | Beschreibung                                             | Standort                          | Kennzeichnung | Schutzstatus | Datum | Bild |
| --------------------- | -------------------------------------------------------- | --------------------------------- | ------------- | ------------ | ----- | ---- |
| Patene                | Zinn, 17. Jahrhundert                                    | in der lutherischen Kirche (Lage) | PM25000382    | Classé       | 1964  |      |
| Zwei Abendmahlskannen | Zinn, bezeichnet 1751                                    | in der lutherischen Kirche (Lage) | PM25000383    | Classé       | 1964  |      |
| Oblatendose           | Zinn, 18. Jahrhundert                                    | in der lutherischen Kirche (Lage) | PM25000384    | Classé       | 1964  |      |
| Kelch                 | Silber, vergoldet, um 1500                               | in der lutherischen Kirche (Lage) | PM25000386    | Classé       | 1964  |      |
| Kelch und Patene      | Zinn, 18. Jahrhundert, Zinngießer Georges-Samuel Ferrand | in der lutherischen Kirche (Lage) | PM25000385    | Classé       | 1964  |      |